# Виборув (Лодзинське воєводство)
Виборув (пол. Wyborów) — село в Польщі, у гміні Хонсно Ловицького повіту Лодзинського воєводства.
Населення — 281 особа (2011).
У 1975-1998 роках село належало до Скерневицького воєводства.

## Демографія
Демографічна структура станом на 31 березня 2011 року:
|          | Загалом | Допрацездатний вік | Працездатний вік | Постпрацездатний вік |
| -------- | ------- | ------------------ | ---------------- | -------------------- |
| Чоловіки | 137     | 26                 | 92               | 19                   |
| Жінки    | 144     | 30                 | 74               | 40                   |
| Разом    | 281     | 56                 | 166              | 59                   |